# Leucanopsis maccessoya
Leucanopsis maccessoya är en fjärilsart som beskrevs av William Schaus 1933. Leucanopsis maccessoya ingår i släktet Leucanopsis och familjen björnspinnare. Inga underarter finns listade i Catalogue of Life.